# 布斯蒂略德洛罗
布斯蒂略德洛罗，是西班牙卡斯蒂利亚-莱昂萨莫拉省的一个市镇。 总面积15平方公里，总人口140人（2001年），人口密度9人/平方公里。